# Marina Hedman
Pour les articles homonymes, voir Hedman.
Marina Hedman Bellis, née le 29 septembre 1944 à Göteborg,, est une actrice suédoise naturalisée italienne. Elle a également été mannequin. Connue aussi sous les noms de Marina Frajese ou Marina Lotar, elle est devenue une des toutes premières vedettes du cinéma pornographique italien,.

## Biographie

### De la Suède à l'Italie
Marina Hedman travaille comme hôtesse de l'air quand elle rencontre le journaliste italien Paolo Frajese (it) envoyé en Suède pour une série de reportages,,. Le couple se marie rapidement, s'installe en Italie et donne naissance à deux enfants, Paolo Attilio (né en 1967) et Liselotte (née en 1969). Au début des annèes 1970, la jolie Suédoise mène avec succès une carrière de mannequin tout en rêvant de célébrité et de cinéma. Son ambition la conduit à s'éloigner de son époux dont le conservatisme semble devoir brider sa carrière.

### Dusoftauhard
En 1976, elle fait sa première apparition au cinéma dans la comédie sexy On a demandé la main de ma sœur  de Lucio Fulci avec Edwige Fenech. Si l'essentiel de sa carrière est consacrée à l'érotisme, on voit aussi l'actrice tenir de petits rôles dans Dernier Amour (1978) de Dino Risi, dans La Cité des femmes (1980) de Federico Fellini, dans deux films de Pasquale Festa Campanile et dans la trilogie Delitto... de Bruno Corbucci avec Tomás Milián qui incarne l'inspecteur Nico Giraldi.
Son physique nordique lui ouvre d'autres portes. Elle apparaît dans l'émission de la RAI Carosello,  pose pour l'édition italienne de Playboy de mai 1977 et remporte le titre de Lady Europa en 1978.
Sa rencontre avec Joe D'Amato marque un tournant dans la carrière de l'actrice qui tourne pour lui ses premières scènes hardcore. Emanuelle in America sort en Italie en 1977 dans une version expurgée de ses scènes pornographiques qui sont réservées pour l'exploitation à l'étranger. Apprenant la direction que l'actrice donne à sa carrière, Paolo Frajese demande le divorce. En 1979, le réalisateur présente pour la première fois des scènes de sexe explicite aux spectateurs italiens dans le provocant Les Amours interdites d'une religieuse (d'après La Religieuse de Diderot). On y voit le personnage de sœur Marta incarné par Marina Hedman partager une scène lesbienne et subir un viol. Le film est un succès, d'autant que sa sortie est accompagnée du scandale suscité par la prestation de l'ex-femme du présentateur vedette de la RAI. Celui-ci intente à l'actrice un procès pour lui interdire d'utiliser son patronyme. Elle sera créditée par la suite sous des pseudonymes comme Marina Lothar ou Marina Chantal.

### La première vedette du porno italien
Elle choisit de se consacrer exclusivement à la pornographie. À quarante ans Marina Hedman connaît la période la plus faste de la carrière. Elle tient la vedette de nombreux films titré d'après son prénom (Marina… miele selvaggio, Marina vedova viziosa, Marina, un vulcano di piacere…),. Marina e la sua bestia (1984) est le premier d'une série de films qui la présentent dans des mises en scènes zoophiles, qui bien qu'en fait tournées au moyen de prothèses en plastique, laissent à penser que l'actrice ne sait rien refuser. Pour Marina il cavallo e lo stallone (1986), elle tourne une séquence urophile avec Gabriel Pontello. Marina Hedman, qui se donne sans retenue et aime faire l'amour devant la caméra est plus que convaincante en nymphomane. Malgré une forte dépendance à l'alcool, elle est également appréciée sur les tournages pour sa douceur et sa gentillesse.
Comme l'américaine Ajita Wilson, la hongroise Ilona Staller ou l'allemande Karin Schubert, avec qui elle partage à plusieurs reprises l'affiche, elle fait partie des actrices étrangères qui incarnent la nouvelle libération des mœurs et la première décennie du cinéma pornographique en Italie. Elle tourne aussi dans des productions françaises aux côtés de Catherine Ringer ou de Marilyn Jess,. Elle travaille avec les principaux réalisateurs italiens du genre comme Arduino Sacco, Mario Bianchi, Antonio d'Agostino et Franco Lo Cascio. Elle a notamment pour partenaires masculins Rocco Siffredi, Mark Shannon ou encore John Holmes dans Supermaschio per mogli viziose de Giorgio Grand tourné à Rome en 1987.
Après un bref retour au cinéma classique pour deux apparitions dans des gialli d'Antonio Bonifacio, elle met fin sa carrière en 1991 et se retire définitivement de la vie publique. Elle aurait décliné des propositions de retour à l'écran faites en 1998 (pour le cinéma) et en 2008 (pour la série Carabinieri).

## Filmographie

### Télévision
- 1978 : : Morte di un seduttore di paese téléfilm de Giovanni Fabbri

### Cinéma

#### Films classiques et érotiques
- 1976 : On a demandé la main de ma sœur (La pretora) de Lucio Fulci : Régina
- 1976 : Black Emanuelle en Amérique (Emanuelle in America) de Joe D'Amato
- 1977 : Le Gynécologue de ces dames (it) (Il ginecologo della mutua) de Joe d'Amato : la femme de Natisone
- 1977 : Le notti porno nel mondo (it) de Bruno Mattei et Joe d'Amato : (comme Marina Lothar)
- 1977 : Le notti porno nel mondo nº 2 (it) de Joe d'Amato : la reporter
- 1978 : Gegè Bellavita de Pasquale Festa Campanile : Chantal, la femme d'Attanasi  (comme Marisa Harrison)
- 1978 : Follow Me, suivez-moi (Follie di notte) de Joe D'Amato : Sonia
- 1978 : Un brivido di piacere de Angelo Pannacciò
- 1978 : Come perdere una moglie e trovare un'amante de Pasquale Festa Campanile : la première fille auditionnée
- 1978 : Dernier amour (Primo amore) de Dino Risi (comme Marina Lothar Frajese)
- 1979 : Quello strano desiderio de Enzo Milioni (comme Marina Fraiese)
- 1979 : Play Motel de Mario Gariazzo : Loredana Salvi
- 1979 : Le mani di una donna sola de Nello Rossati : Eugenia Fabiani (comme M. Frajese)
- 1979 : Libidine de Raniero Di Giovanbattista : Carla
- 1980 : Una moglie, due amici, quattro amanti (it) de Michele Massimo Tarantini : Signora Bigotti
- 1980 : La compagna di viaggio de Ferdinando Baldi : la patiente en psychiatrie (comme Marina Frajese)
- 1980 : Febbre a 40! de Marius Mattei : Rosalind  (comme Marina Frajese)
- 1980 : Crime à Milan (Delitto a Porta Romana) de Bruno Corbucci : Antonella  (comme Marina Frajese)
- 1980 : La cité des femmes (La città delle donne) de Federico Fellini
- 1980 : Cameriera senza… malizia de Lorenzo Onorati
- 1981 : StarCrash 2 : Les Évadés de la galaxie III (Giochi erotici nella terza galassia) de Bitto Albertini
- 1982 : Sueca bisexual necesita semental de Ricard Reguant : Simona (comme Marina Fraiese)
- 1982 : Delitto sull'autostrada de Bruno Corbucci (non créditée)
- 1983 : Amori morbosi di una contessina de Amasi Damiani
- 1983 : Fantozzi subisce ancora de Neri Parenti : la comtesse
- 1984 : Pas folle, le flic (Delitto al Blue Gay) de Bruno Corbucci : la prostituée blonde
- 1984 : Et la vie continue (...e la vita continua) de Dino Risi
- 1987 : La lingua de Marco Toniato (comme Marina Frajese)
- 1990 : Appuntamento in nero de Antonio Bonifacio : la caissière du cinéma
- 1991 : Nostalgia di un piccolo grande amore de Antonio Bonifacio : la caissière du cinéma (non créditée)
- 1999 : Joe D'Amato Totally Uncut de Roger A. Fratter (documentaire, images d'archives)